# نواف الموسوي
نواف الموسوي (مواليد 1965، لبنان) نائب في البرلمان اللبناني عن «كتلة الوفاء للمقاومة» بعد الانتخابات التي أجريت عام 2009. درس الهندسة المدنية في جامعة بيروت العربية ثم اتجه إلى دراسة الفلسفة واللغتين الفرنسية والإنجليزية. وتولّى مسؤولية العلاقات الدولية في حزب الله.